# 알제리 섭정국
알제리 섭정국 (아랍어 : 알자야이르)은 1515년부터 프랑스의 알제리 정복이 있던 1830년까지 북아프리카에 존재했던 고대 국가이다. 동쪽의 오스만령 튀니지와 서쪽의 샤리프 국가들 및 스페인과 포르투갈의 북아프리카 영토와 국경을 접하고 있던 알제리 섭정국은 서쪽의 엘카라에서 동쪽의 트라라까지 뻗어있었고, 알제에서 비스크라까지 남북으로 뻗어 있었다. 이후 알제리 섭정국은 오늘날 알제리 국경까지 영토를 확장했다.
알제리 섭정국은 "알제의 술탄"에 의해 지배를 받았고, 이들은 파샤를 비롯한 오스만 제국의 총독들의 지배를 받았고, 속주 정부 하에서 여러 지방으로 구성되어 있었다. 콩스탕틴이 동쪽 국경이었고 메데아, 티테리, 마주나, 마스카라, 오랑으로 이어졌다. 각 속주는 군으로 나뉘었다. 국내를 다스리기 위해 행정부는 마흐첸이라 불리는 부족들에게 정치를 의존했다. 이 부족들은 치안을 확보하고 세금을 징수하는 역할을 맡았다. 3세기 동안 이러한 정치체계가 이어지면서 오스만령 알제리는 알제리 북부로 행정권을 확장시켰다. 하지만 사회는 여전히 부족들과 귀족 세력으로 분열되어 있었다. 몇몇 지역은 이로 인해 알제리 정부의 권위를 소극적으로 인정했다. 역사상 이들은 반란, 연합, 부족 집단체를 형성했고 1830년 이전까지 516개의 행정 세력이 200개의 공국이나 부족에 자리잡고 있었다. 

## 같이 보기
- 무카르나스